# Hadrodactylus caucasicus
Hadrodactylus caucasicus  (лат.) — вид мелких наездников—ихневмонид (Ichneumonidae) рода Hadrodactylus из подсемейства Ctenopelmatinae. Кавказ: Адыгея, Карачаево-Черкесия, включая Тебердинский заповедник, Кавказский заповедник. На высотах выше 1200 м.

## Описание
Длина переднего крыла около 10 мм. Жгутик усика состоит из 46 члеников. Грудь чёрная, брюшко красновато-чёрное (1, 2, 5, 6, 7 и 8-й тергиты чёрные; 3 и 4-й — красноватые). Голова чёрная с жёлтым лицом, жвалами и клипеусом. Тегулы жёлтые. Ноги красновато-рыжие; вертлуги жёлтые; тазики всех ног чёрные. Птеростигма желтовато-коричневая. Клипеус пунктированный; лоб, мезоплевры и среднеспинка гладкие, виски матовые; проподеум и мезоплевры шероховатые. Радиальная ячейка переднего крыла в 3,5 раза длиннее своей ширины. Отличаются от близких видов тёмным вторым тергитом брюшка, приподнятым за жвалами гипостомальным килем, стройными тазиками и бёдрами
1-й тергит брюшка у самок удлинённый (длина в 4 раз больше своей максимальной ширины), грубо пунктированным клипеусом, наличием зеркальца в переднем крыле. Предположительно, как и другие виды рода паразитируют на пилильщиках трибы Dolerini из семейства Tenthredinidae, чьи личинки питаются злаками, осоками, ситниками и хвощами.
Вид был впервые описан в 2011 году российским гименоптерологом Дмитрием Рафаэлевичем Каспаряном вместе с Hadrodactylus arkit и другими новыми видами и назван по имени местонахождения типовой серии (Кавказ).